# Madoka Kaname
Madoka Kaname är huvudpersonen i animen Puella Magi Madoka Magica. I början av serien är Madoka en vanlig fjortonårig flicka som går i skolan, umgås med sina vänner och lever ett ganska normalt liv med sin familj. Under seriens gång växer Madoka som person och under slutet av serien och i filmen Puella Magi Madoka Magica: The Rebellion Story är hon en enormt kraftfull magisk flicka som närmast kan liknas vid en gudinna.

## I serien
Under Madokas första framträdande i serien har hon en mardröm där hon ser en magisk flicka som slåss mot ett hemskt monster (som senare visar sig vara häxan Walpurgisnacht) och träffar liten kattliknande varelse som informerar Madoka om att hon gör en önskning och blir en magisk flicka så kan hon stoppa all död och förödelse som håller på att inträffa. Innan något annat inträffar så vaknar Madoka och pustar ut över att det bara var en dröm.
Nästa dag i skolan börjar en ny flicka vid namn Homura Akemi i Madokas klass. Det visar sig att Homura är ingen annan än flickan från Madokas dröm, som lämnar en kryptisk varning till henne om att inte vara någon annan än den hon är. På något sätt känner Madoka sig som att hon har träffat Homura tidigare. En kort tid senare stöter Madoka och hennes bästa vän Sayaka Miki på Homura igen när den senare håller på att försöka döda Kyubey, den kattliknande varelsen Madoka träffade i sin dröm. Madoka och Sayaka flyr från Homura och blir attackerade av häxan Gertrud innan den erfarna magiska flickan Mami Tomoe räddar dem. Mami informerar dem att Kyubey har nu valt ut dem till att bli magiska flickor i utbyte mot en valfri önskning.
Madoka är skeptisk till detta eftersom hon anser det vara farligt, något som bekräftas för henne när Mami blir dödad av häxan Charlotte mitt framför ögonen på henne. Detta ledder till att den tidigare rätt glada (men något blyga) Madoka blir mer och mer deprimerad och ledsen av sig. När Sayaka trots allt detta blir en magisk flicka och hamnar i konflikt med den kaxiga Kyoko Sakura som försöker döda henne gör Madoka allt hon kan för att stödja sin vän, fram tills det att Sayaka dör och förvandlas till häxan Oktavia von Seckendorff. Under tiden försöker Kyubey övertyga Madoka om att bli en magisk flicka eftersom han ser en enorm magisk potential i henne. Detta visar sig bero på att Homura egentligen kommer ifrån en annan tidslinje och lever samma månad om och om i hopp om att förhindra Madoka från att bli dödad av häxan Walpurgisnacht eller själv bli till en häxa. Dessa tidsresor har gjort att universum i princip kretsar kring Madoka och ger henne mer magisk potential för varje tidsresa.
När Homura är på gränsen att bli dödad av Walpurgisnacht gör Madoka sin önskan: Att radera ut alla häxor innan de föds. I samband med detta slungas Madoka omkring i rum och tid och absorberar upp all förtvivlan och negativa känslor magiska flickor känner i sig själv innan hon tar med sig dem till sitt paradis. I samband med detta föds den enormt kraftfulla häxan Kriemhild Gretchen som Madoka (nu i form av en gudinna) dödar med sitt signaturvapen, hennes magiska pilbåge. När detta inträffar blir det en paradox som raderar ut Madoka ur universum och kastar in henne och Homura i en alternativ dimension där hon får reda på att hon kommer inte existera i fysisk form i den verkliga världen, utan bara vara ett existentiellt koncept, en slags gudsfigur. Trots att Homura är förtvivlad tar Madoka det hela med ro och tackar Homura för deras vänskap och tar farväl med löftet att någon dag ska de ses igen innan Homura skickas tillbaka till verkligheten där hon och Madokas lillebror Tatsuya är de enda som minns Madoka.
Madoka gör sitt sista framträdande i serien i och med att hon och Sayaka (i form av andar) lyssnar på Sayakas kärlek Kyosukes fiolkonsert innan de ger sig av till Madokas paradis. I en scen efter eftertexterna hör Homura Madokas röst i sitt huvud när hon lovar att kämpa vidare, oavsett vad.

## I Rebellion Story
I filmen The Rebellion Story där Homura är huvudperson har Madoka en något mindre men ändå viktig roll. Efter att Homuras Soul Gem svartnat försöker Madoka, Sayaka och den nya magiska flickan Nagisa Momoe i form av The Law of Cycles, det existentiella koncept som räddar magiska flickor innan de blir häxor rädda henne. I och med att Kyubey (och ett flertal andra Incubators) satt upp ett kraftfält runt Homuras Soul Gem för att observera The Law of Cycles går detta inte som planerat och de tre magiska flickorna tar fysisk form inuti den falska värld som byggts upp i Homuras sinne tillsammans med Mami och Kyoko ifrån verkligheten. I och med att deras minnen raderas börja de leva sina vardagliga liv som magiska flickor inuti den falska världen, ovetande om att det är en illusion.
I den falska världen är Madoka Homuras bästa vän och medlem i Puella Magi Holy Quintet, den grupp magiska flickor som leds av Mami. I takt med att Homura börjar inse sanningen om världen hon lever i börjar saker klarna för Madoka också. När Homura till sist ger efter för sin förtvivlan och blir till häxan Homulilly är Madoka med i striden för att rädda henne en gång för alla. Till sist lyckas det och alla magiska flickor hamnar i verkligheten igen där Madoka stiger ner från himmelen i sin gudinneform för att ta med Homura till sitt paradis. Homura utnyttjar detta för att roffa åt sig alla Madokas krafter och återskapa universum så att Madoka får leva i fred med motiveringen att hon gör det "av kärlek". Ingen utom Homura och Sayaka minns något av det som hänt innan universum återskapades. Scenen där Homura börjar som ny elev i klassen återspeglas i denna universum genom att Madoka fyller rollen som ny elev genom att börja i klassen efter att ha bott tre år i USA. När Madoka och Homura senare pratar med varandra håller Madoka för ett par sekunder på att bli till sin gudinneform igen. Homura noterar att någon dag kommer de behöva slåss mot varandra, men fram till dess kan de vara vänner.